# Lýkovec jedovatý
Lýkovec jedovatý (Daphne mezereum) je prudce jedovatý keř z čeledi vrabečnicovité.

## Synonyma
- Thymelaea mezereum (Linné, 1753) Scopoli, 1771
- Thymelaea praecox Gilibert, 1792 (nom. inval.)
- Daphne florida Salisbury, 1796
- Mezereum officinarum C. A. Meyer, 1843
- Daphne rechingeri Wendelbo, 1960

Lidové názvyčertovo lejko, lejkovec, vlčí lýko, vlčí pepř, divoký pepř, nešlechetník, mordýř lidský, vrah lidský.

## Vzhled
Jde o 30–150 cm vysoký, chudě větvený, listnatý a opadavý keř. Listy jsou střídavé, zpravidla nahloučená na koncích větví. Jsou podlouhlé, tupě špičaté a lysé.
Kvete brzy na jaře, ještě před rozvinutím listů (únor–duben). Květy jsou obvykle růžové, trubkovité, shloučené ve svazečcích a silně voní. Delší přivonění může člověku způsobit zdravotní komplikace (viz níže). Plody jsou kulaté červené peckovice, mají silně hořkou chuť a jsou prudce jedovaté.

## Výskyt
Jde o polostinný lesní druh. Roste ve světlých listnatých lesích od nížin do hor, v horách i na křovinatých stráních. V přírodě je vzácný a je řazen mezi ohrožené druhy. Hojně se pěstuje jako okrasná rostlina v zahradách, zejména na skalkách, v řadě kultivarů, především s čistě bílými květy (cv. Alba, cv. Albiflora).

## Rozšíření
Je rozšířen po téměř celé Evropě (s výjimkou severních oblastí) a značné části Asie od pohoří Ural po jezero Bajkal. V menší míře se vyskytuje roztroušeně na některých místech pohoří Kavkaz, v severním Íránu, v západní Číně a na Altaji. V České republice se vcelku vzácně nachází na celém území, bohatá lokalita je například v oblasti přírodní památky Třemešný vrch v okrese Příbram.

## Obsahové látky

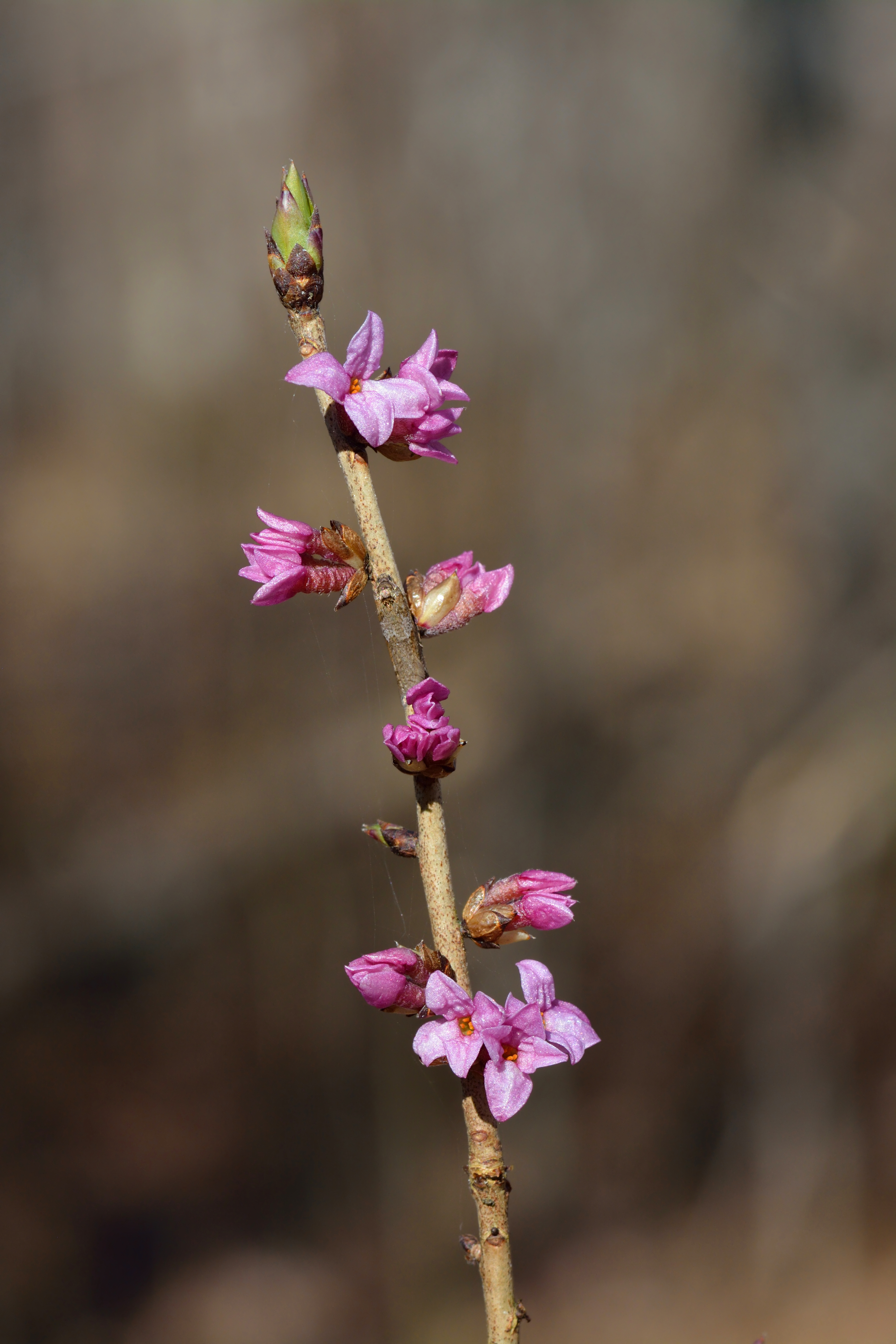
Lýkovec jedovatý v květu

Významné jsou zejména těkavé jedovaté terpenoidní látky.

### Kumariny
- umbelliferon
- dafnetin
- dafnoretin
- 7,8-dihydroxy-chromen-2-on
- 7-hydroxy-8-methoxykumarin

### Sacharidy
- sukrosa

### Glykosidy
- dafnin
- hesperidin
- cinchoriin

### Deriváty terpenoidů
- dafnetoxin
- mezerein

### Steroidy
- β-sitosterol

## Jedovatost a otravy
Otrávit se je možné dlouhodobějším vdechováním vůně květů, což může vyvolat bolesti hlavy a závratě. Mnohem vážnější však může být otrava vstřebáním skrz kůži či sliznice či požitím (žvýkáním kůry či konzumací plodů). Smrtelná dávka pro zdravého dospělého člověka je 10–12 plodů, těžké otravy mohou nastat již po požití sedmi plodů (naštěstí plody chutnají odporně hořce, takže konzumace nebezpečné dávky vyžaduje nemalé nadšení). Otrava se projevuje pálením v ústech, silným sliněním, bolestí a křečemi břicha, zvracením a krvavým průjmem, neboť jedovaté látky poškozují sliznice a mohou vyvolat jejich záněty. Otrava může vyústit až v prudké křeče, celkový kolaps a smrt. Zásah lékaře je vždy nutný, neboť mezerein způsobuje též močení krve až těžká a nevratná poškození ledvin.
Podobně jedovaté jsou i další druhy rodu lýkovec, se kterými se v Česku lze setkat:
- lýkovec vavřínolistý (D. laurifolia)
- lýkovec vonný (D. cneorum)
- lýkovec žíhaný (D. striata)

## Použití
Sušená kůra lýkovce (Mezerei cortex) se dříve užívala v nálevu nebo tinktuře jako prostředek pro vyvolání pocení, případně jako močopudný a povzbuzující lék. Udávalo se také její použití při léčbě kožních chorob, revmatismu a obrny.
Červené barvivo z bobulí se v minulosti používalo jako malířský pigment.
Přes velkou jedovatost byly jeho bobule též používány pro dosažení pikantní chuti u octa (odtud lidové názvy vlčí pepř či divoký pepř).